# Фрасіна
Фрасіна (рум. Frasina) — село у повіті Вилча в Румунії. Входить до складу комуни Роєшть.
Село розташоване на відстані 168 км на захід від Бухареста, 31 км на південний захід від Римніку-Вилчі, 69 км на північ від Крайови, 145 км на південний захід від Брашова.

## Населення
За даними перепису населення 2002 року у селі проживала 21 особа, усі — румуни. Усі жителі села рідною мовою назвали румунську.